# Piotr Baron (dziennikarz)
Piotr Henryk Baron (ur. 8 lipca 1962 w Rudzie Śląskiej) – polski dziennikarz i prezenter Programu Trzeciego Polskiego Radia.

## Życiorys
Jest absolwentem IV Liceum Ogólnokształcącego im. Marii Skłodowskiej-Curie w Chorzowie. Ukończył studia na Wydziale Nauk Społecznych Uniwersytetu Śląskiego. Jest stypendystą BBC i United States Information Agency.
Pracował w nieistniejącym już Radiu Flash. W Trójce pracował od 1984 – po krótkim konflikcie z dyrekcją stacji rozstał się z Polskim Radiem. Do pracy w rozgłośni publicznej powrócił w 2001.
Prowadził poranne i popołudniowe Zapraszamy do Trójki. Do czasu (lipiec 2007) odejścia Marka Niedźwieckiego z Programu Trzeciego, 32 razy zastępował go na stanowisku prowadzącego Listę Przebojów Programu Trzeciego, a po odejściu Niedźwieckiego został jej głównym prowadzącym. Od powrotu Niedźwieckiego do Trójki w kwietniu 2010, aż do maja 2020 prowadzili na zmianę: Listę przebojów, LP Trójkę oraz ABC Listy. Jest jednym z bohaterów Ballady o Baronie, Niedźwiedziu i Czarnej Helenie nagranej przez Artura Andrusa z okazji 1500. wydania Listy Przebojów radiowej Trójki jako prezent dla prowadzących audycję.
Prowadził również przedpołudniowe autorskie pasmo Tu Baron (9:00–12:00), a od 19 września 2011 do 23 czerwca 2016 audycję 3 wymiary gitary (13:00–14:00).
Od marca 2010 był jednym z prowadzących program „Gra Muzyka” na antenie TVP1. Pozostali prowadzący to Artur Orzech, Marek Wiernik, Jan Chojnacki oraz Krzesimir Dębski.
Został odznaczony Złotym (2011) i Srebrnym Krzyżem Zasługi (2005), oraz Brązowym Medalem „Za zasługi dla obronności kraju” (2012).
18 grudnia 2011 został nagrodzony Złotym Mikrofonem „za osobowość radiową i głos nierozerwalnie związany z Programem III Polskiego Radia”. W dorocznej ankiecie „Blues Top” Kwartalnika „Twój Blues” i radia eM, otrzymał tytuł „Osobowości Roku 2011”. 17 października 2015 uhonorowany został Nagrodą Prezydenta Miasta Chorzowa w dziedzinie kultury.